# Hate Squad
Hate Squad (dt. Hasskommando) ist eine deutsche Thrash-Metal- und Hardcore-Band aus Hannover.

## Bandgeschichte
Hate Squad spielten nach ihrer Gründung 1993 eine zu dieser Zeit noch relativ unbekannte Mischung aus Hardcore und Thrash Metal. Fünf Monate nach ihrer Gründung nahm die Band das erste Demo auf, das zu einem Plattenvertrag bei GUN Records führte. 1994 erschien das Debütalbum Theater of Hate. Am 2. Juni 1995 bespielte Hate Squad die Zeltbühne auf dem 10-jährigen Jubiläumsfestival des Dynamo Open Air in den Niederlanden. Das Festival hatte nahezu 120.000 Besucher. In der Sendung Metalla des Senders VIVA wurden sie 1995 zum „Newcomer of the Year“ gewählt.
1995 erschien ihr zweites Album IQ Zero. Die Musikvideos zu Not my God und IQ Zero wurden beim Headbangers Ball auf MTV und bei Viva Metalla gezeigt. Es folgte eine Tournee mit Kreator, Grip Inc. und Pyogenesis, weswegen Sänger Burkhard Schmitt zuvor seinen Job als Promoter bei SPV kündigte. Die 1996 erschienene EP Sub Zero – The Remixes, auf der u. a. Die Krupps, The Speed Freak und Alec Empire Hate-Squad-Material neu abmischten, stieß bei Fans und Musikkritikern auf ein recht geteiltes Echo.
Noch vor den Aufnahmen zum dritten Studioalbum verließ Gründungsmitglied Tim Baurmeister die Band und ging als Gitarrist zu den Ryker’s. Pzyco! erschien 1997 und zeigte die Band stilistisch weiterentwickelt. Sänger Schmitt wurde eine gute Gesangsleistung und den Gitarristen eine stark verbesserte Gitarrenarbeit bescheinigt.
Nachdem 1997 der Plattenvertrag bei GUN Records ausgelaufen war, wurde es einige Zeit still, bis 2004 mit H8 for the Masses ein Comeback-Album erschien. Im Jahr 2008 wurde das fünfte Studioalbum, Degüello Wartunes, zum 15-jährigen Bestehen der Band beim deutschen Label Dockyard 1 veröffentlicht. Zu dem Album steuerten Marcus Bischoff (Heaven Shall Burn) und Timo Böhling (Maintain) einige Gastvocals bei.
Am 17. August 2021 gab die Band in sozialen Medien den Tod von Bassist Bauke de Groot bekannt. Nach Angaben der Band erlag er einem langjährigen Krebsleiden.

## Diskografie
- 1994: Theater of Hate (GUN Records)
- 1995: I.Q. Zero (GUN Records)
- 1996: Sub Zero – The Remixes EP (GUN Records)
- 1997: Pzyco! (GUN Records)
- 2004: H8 for the Masses (Swell Creek Records)
- 2008: Degüello Wartunes (Dockyard 1)
- 2011: Katharsis (Massacre Records)
- 2013: You Are Not My Fuckin' God (Best of 20 Years of Raging Hate) (Swell Creek Records)
- 2018: Reborn from Ashes (Massacre Records)